# Velika nagrada zahodnih ZDA
Velika nagrada zahodnih ZDA (angleško United States Grand Prix West) je bila dirka svetovnega prvenstva Formule 1, ki je potekala med sezonama 1976 in 1983 na uličnem dirkališču v kalifornijskem mestu Long Beach.

## Zmagovalci Velike nagrade zahodnih ZDA
| Leto | Dirkač            | Konstruktor   | Dirkališče | Poročilo |
| ---- | ----------------- | ------------- | ---------- | -------- |
| 1983 | John Watson       | McLaren-Ford  | Long Beach | Poročilo |
| 1982 | Niki Lauda        | McLaren-Ford  | Long Beach | Poročilo |
| 1981 | Alan Jones        | Williams-Ford | Long Beach | Poročilo |
| 1980 | Nelson Piquet     | Brabham-Ford  | Long Beach | Poročilo |
| 1979 | Gilles Villeneuve | Ferrari       | Long Beach | Poročilo |
| 1978 | Carlos Reutemann  | Ferrari       | Long Beach | Poročilo |
| 1977 | Mario Andretti    | Lotus-Ford    | Long Beach | Poročilo |
| 1976 | Clay Regazzoni    | Ferrari       | Long Beach | Poročilo |